# Зикерман, Лилли
Лилли Зикерман (швед. Lilli Zickerman, полное имя Emma Carolina Helena («Lilli») Zickerman; 1858—1949) — шведская художница по текстилю, пионер и инициатор создания и пионер Шведской ассоциации ремесленников.

## Биография
Родилась 29 мая 1858 года в Шёвде в семье фармацевта Карла Петера Зикермана и его жены Хедвиг Амалии, урождённой Мальмгрен. Вместе со своими тремя братьями выросла в Шёвде.
После изучения шитья и ткачества в школе ассоциации Handarbetets vänner в Стокгольме, в 1886 году вернулась в Шёвде, где преподавала текстильное искусство и, сотрудничая с Агнес Бемер (Agnes Behmer, 1866—1943), открыла магазин вышивки, где они продавали свои работы. В следующем году она училась в Музее Виктории и Альберта и участвовала в Художественно-промышленной выставке 1897 года в Стокгольме, получив серебряную медаль.
Вдохновленная сельским текстилем, представленным в стокгольмском Музее северных стран, в 1899 году Лилли Зикерман основала шведскую ассоциацию Svensk Hemslöjd. В правление этой организации, где председательствовал принц Евгений, вошли: Оттилия Адельборг, Элизабет Тамм и другие известные женщины Швеции. Зикерман управляла также магазином ассоциации, который предлагал привлекательные, высококачественные работы из текстиля, основанные на традиционных методах ткачества. Сеть торговых точек ассоциации была создана по всей Швеции.
В 1908 году Лилли Зикерман переехала в город Виттшё в провинции Сконе, где она построила резиденцию Sommargården вместе с ткацкой школой, которую возглавила возглавляла Эльза Гуллберг, а затем — Мярта Мос-Фьеттерстрём.
С 1914 по 1931 год Зикерман посвятила свои усилия капитальному труду — инвентаризации предметов текстильного искусства в Швеции. Работая порой в полевых условиях, она каталогизировала около 25 000 предметов, которые фотографировала или зарисовывала в виде цветных эскизов (хранятся в Музее северных стран). Она намеревалась опубликовать результаты своей работы в 27 томах, но на свет появился только первый и единственный том «Sveriges folkliga textilkonst: Rölakan», опубликованный в 1937 году.
Умерла 5 сентября 1949 года в Стокгольме. Была похоронена в Шёвде на кладбище S:t Sigfrid’s Cemetery. Замужем не была, детей не имела.
За свой многолетний труд Лилли Зикерман была награждена медалями Литературы и искусств, Иллис кворум и Хазелиуса (вручается Музеем северных стран за большой вклад в исследования шведского фольклора и сохранение культурного наследия), а также удостоена премии Софи Адлерспаре.